# 奥斯卡·鲁杰里
奥斯卡·阿尔弗雷多·鲁杰里（Oscar Alfredo Ruggeri，1962年1月26日—）是阿根廷已退役的职业足球运动员，退役前司職后卫。鲁杰里曾跟隨阿根廷國家足球隊奪得1986年國際足協世界盃、两届美洲杯和1992年法赫德國王盃冠軍。在俱乐部层面，鲁杰里也跟隨河床體育會奪得1986年南美自由盃和1986年洲際盃冠軍。鲁杰里退役後成為一名足球教練。2006年後鲁杰里不再擔任教練並且成為阿根廷电视台足球节目的评论员。